# Vann Crossroads
 (mai 2025).
Vann Crossroads est une census-designated place située dans le comté de Sampson, dans l’État de Caroline du Nord, aux États-Unis. Lors du recensement de 2020, elle comptait 306 habitants.